# 安托尼夫卡 (戈羅霍夫區)
50°18′7″N 25°5′10″E / 50.30194°N 25.08611°E
安托尼夫卡（烏克蘭語：Антонівка），是烏克蘭的村落，位於該國西部沃倫州，由盧茨克區負責管轄，面積6.81平方公里，海拔高度202米，2001年人口225，人口密度每平方公里33.05人。